# Xã Lehigh, Quận Wayne, Pennsylvania
Xã Lehigh (tiếng Anh: Lehigh Township) là một xã thuộc quận Wayne, tiểu bang Pennsylvania, Hoa Kỳ. Năm 2010, dân số của xã này là 1.881 người.